# Florenci
Florenci – hiszpański duchowny, biskup Seo de Urgel od 840 roku do 850 roku.